# ГЕС Imboulou
ГЕС Imboulou — гідроелектростанція на півдні Республіки Конго, введена в експлуатацію у 2010 році. На момент свого спорудження була найпотужнішою ГЕС країни.
В межах проекту річку Лефіні (права притока Конго) перекрили греблею у 14 км від гирла. Зазначена споруда складається із машинного залу та земляних частин обабіч нього. Висота греблі 32,5 метра, довжина 580 метрів (в тому числі 270 метрів земляні дамби), об'єм створеного водосховища — 584 млн м3.
Основне обладнання станції становлять чотири турбіни типу Каплан потужністю по 30 МВт. При напорі у 18,3 метра вони мають забезпечувати виробництво 680 млн кВт-год на рік.
Видача продукції відбувається по ЛЕП, що працює під напругою 220 кВ.
Спорудження станції здійснювалось китайською корпорацією CMEC, фінансування надав Експортно-імпортний банк Китаю.